# 張鴻明
張鴻明（1920年9月30日—2013年7月26日），生於福建省同安縣（今廈門市同安區）東園村，祖籍同安縣金門島，台灣南管音樂、教育家。2010年，行政院文化建設委員會授與「人間國寶」的榮銜，是臺灣第一位重要傳統藝術（南管音樂）保存者。

## 生平
張鴻明生於福建同安縣，祖籍福建同安縣金門島青嶼。與其兄張在我，自幼學習南管，師承高銘網。
1948年，至台灣探親，但因國共內戰，無法返回福建，此後滯留台灣。1949年，為尋求生計，加入中華民國空軍。
1954年進入空軍機械學校學習，結訓後駐守空軍台南機場，以維修飛機起落架，及相關機械結構的工作為主，在此服役22年。
在台南期間，他活躍於振聲社、南聲社、金聲社、同聲社等館閣活動，綽號空軍張。1961年開始，協助南聲社館先生吳道宏指導後進，並為蔡小月彈奏琵琶。
1971年，自空軍退伍，成為南聲社館先生，培育出許多南管新秀。
1982年，與南聲社，至歐洲五國（法、德、比、荷、瑞）巡迴公演。又與蔡小月等數位南聲社社友一同錄製南管專輯，在歐洲發行。
1995年，至國立藝術學院以及臺南藝術學院傳統音樂系任教，每週自台南北上一天教學。
2010年，行政院文化建設委員會指定公告為「重要傳統藝術-南管音樂」保存者（俗稱人間國寶）。
2012年，身體狀況轉壞。
2013年7月26日，因大腸癌病逝於台南成大醫院，享壽94歲。同年9月21日在台南舉行告別追思會  ，中華民國總統府授與榮典褒揚令，以表彰其貢獻。
2020年，逢其百歲冥誕，傳藝樂社振聲社學生為其製作百歲冥誕紀念影片，並上架於YouTube。
總統馬英九於2013年9月18日頒贈褒揚令，內容全文為：

南管藝師張鴻明，資性穎異，澹泊軒秀。幼歲拜師向學，鑽研南管散曲奧蘊，浸淫琵琶絃樂深微，精湛超群，迭擅英華。來臺軍職退役後，出任南聲社主持人，積極推動南管音樂，悉力傳承曲目技巧，殫精竭智，靖獻孔彰；復執教臺北藝術大學、臺南藝術大學等校，豐厚學術研究內涵，提升文化藝術視野，啟迪沾溉，陶鑄功深。曾多次應邀海外獻藝，足跡遍布歐亞各國，促進文化美學交流，拓展臺灣國際能見度。尤以巴黎音樂節展演，金石絲竹，天籟悠揚；流詠稱頌，揚名海外，開創華人傳統音樂歷史紀錄。曾獲文化部暨臺南市政府指定為重要傳統藝術－南管音樂保存者等殊榮，顯績揚聲，懋猷共仰。綜其生平，盡瘁南管民間曲藝，恢弘傳統文化藝術，雅技傳薪，藝苑流徽；宗匠遺緒，楷範垂芬。遽聞松齡殂落，悼惜良殷，應予明令褒揚，用示政府崇禮耆賢之至意。

總　　　統　馬英九　　　　

行政院院長　江宜樺　　　　

## 著作
| 年份   | 書名                                 | 出版社           | ISBN               |
| 2013年 | 《張鴻明生命史──來自遙遠地方的音樂》 | 文化部文化資產局 | ISBN 9789860378245 |

## 荣誉
- 中華民國無形文化資產傳統藝術類
- 重要傳統藝術南管音樂保存者
- 台灣人間國寶

## 外部連結
- 張鴻明老師與振聲社：南管藝師張鴻明百歲冥誕紀念 （页面存档备份，存于）
- 行政院文化建設委員會-張鴻明先生 （页面存档备份，存于）
- 臺灣音樂群像 張鴻明 （页面存档备份，存于）